# Аян
Аянин или Аян е първенец, влиятелен гражданин в Османската империя, управител на града и околностите му. Първоначално аяните се избирали от местните първенци мохамедани и упражнявали посредническа дейност между местното население и централната власт. Впоследствие се превърнали в нова категория феодали, стоящи в основата на размириците в Османската империя през втората половина на XVIII и началото на XIX век.

## Аяните – представители на населението
През ХVІ и ХVІІ век в османската местна администрация участвали местни първенци, които трябвало да подпомагат властите при разпределението и събирането на данъците, посрещането и изпращането на куриери и т.н. Аянският институт се състоял от богати търговци, членове на улема и от аги командири на местните гарнизони. Според закон от 1726 година за аяни са се избирали влиятелни жители на градовете и нахиите, без намесата на съответните санджакбейове. В прерогативите на санджакбейовете оставало правото да утвърждават избора, за което след съгласуване с бейлербея на Румелия се издавал документ – аянлък буйрулдусу. Първоначално аяните били представители само на мюсюлманското население. В дефтер на вилаетските разходи (тевзи дефтер) от Видински вилает за периода от края на 1121 до края на 1122 година по Хиджра (1709 – 1710) е записано, че разпределянето на разходите се „извършва в присъствието на вилаетските аяни и на раята“.